# Cleyera neibensis
Cleyera neibensis là một loài thực vật có hoa trong họ Pentaphylacaceae. Loài này được Alain mô tả khoa học đầu tiên năm 1976.